# Obiageri Amaechi
Obiageri Pamela Amaechi (* 12. März 1999 in San Francisco, Kalifornien) ist eine nigerianische Leichtathletin US-amerikanischer Herkunft, die sich auf den Diskuswurf spezialisiert hat und seit 2021 für Nigeria startberechtigt ist.

## Sportliche Laufbahn
Obiageri Amaechi studierte an der renommierten Princeton University und sammelte ihre ersten internationalen Erfahrungen im Jahr 2017, als sie für die Vereinigten Staaten bei den U20-Panamerika-Meisterschaften in Trujillo mit einer Weite von 52,24 m den vierten Platz belegte. Im Jahr darauf schied sie bei den U20-Weltmeisterschaften in Tampere mit 48,94 m in der Qualifikationsrunde aus. 2022 startete sie für Nigeria bei den Afrikameisterschaften in Port Louis und gewann dort mit 54,15 m die Bronzemedaille hinter ihrer Landsfrau Chioma Onyekwere und Nora Monie aus Kamerun. Anschließend gewann sie bei den Commonwealth Games in Birmingham mit 56,99 m die Bronzemedaille hinter Chioma Onyekwere und der Engländerin Jade Lally. Im Jahr darauf startete sie bei den Weltmeisterschaften in Budapest und schied dort mit 51,60 m in der Qualifikationsrunde aus. 2024 siegte sie mit 58,93 m bei den Afrikaspielen in Accra und im Juni gewann sie bei den Afrikameisterschaften in Douala mit 58,80 m die Silbermedaille hinter ihrer Landsfrau Ashley Anumba. Daraufhin verpasste sie bei den Olympischen Sommerspielen in Paris mit 45,45 m den Finaleinzug.
2022 wurde Amaechi nigerianische Meisterin im Diskuswurf.